# Madonna dell'Umiltà adorata da un principe della casata Estense
La Madonna dell'Umiltà adorata da un principe della casata Estense è un dipinto, tempera su tavola (61x40 cm), di Jacopo Bellini, databile al 1440-1445 circa e conservato nel Louvre di Parigi.

## Storia
La tavola venne realizzata a Ferrara, dove il pittore soggiornò realizzando, tra l'altro, un perduto ritratto di Lionello d'Este nel 1441.
Il donatore inginocchiato ai piedi della Vergine è stato sempre identificato con Lionello d'Este, ma secondo una proposta recente basata su ragioni fisiognomiche, potrebbe trattarsi di un fratello del Marchese, Ugo o Meliaduse.

## Descrizione e stile
La Madonna dell'Umiltà è una tipologia iconografica di Vergine col Bambino che prevede Maria seduta in terra, su un cuscino, in segno di umiltà, al posto del trono delle Maestà.
Maria e il Bambino sono rappresentati in maniera tradizionale, con sfumature delicate e accordi cromatici raffinati, senza però avere una reale presenza fisica: il Bambino infatti sta in piedi sulle ginocchia di Maria come se fosse senza peso. Se l'aureola della Vergine è però rigidamente frontale, con un'iscrizione interna di sapore gotico, quella del Bambino è invece scorciata, testimoniando una certa permeabilità alle innovazioni di gusto rinascimentale che si stavano facendo allora strada nelle corti settentrionali.
In basso a sinistra, rimpicciolito dalle proporzioni gerarchiche, sta il committente, riccamente abbigliato con un damasco fiorito. Lo sfondo, dalla spazialità fiabesca, sfuma dolcemente verso l'orizzonte, con dettagli minuti che rimandano al mondo cortese: un boschetto con animali, alcune cittadine fortificate e arroccate sui monti, alcune figurette.